# Herbelles
Herbelles (flämisch: Hardbere) ist eine ehemalige französische Gemeinde im Département Pas-de-Calais in der Region Hauts-de-France. Sie gehörte zum Arrondissement Saint-Omer und zum Kanton Fruges.
Mit Wirkung vom 1. September 2016 wurde sie mit der früheren Gemeinde Inghem zur Commune nouvelle Bellinghem zusammengelegt. Herbelles ist eine Commune déléguée mit 522 Einwohnern (Stand 1. Januar 2022) innerhalb der neuen Gemeinde.

## Geographie
Der Ort Herbelles liegt im Norden des Artois am Rande des Regionalen Naturparks Caps et Marais d’Opale, etwa zehn Kilometer südsüdwestlich von Saint-Omer. Umgeben wird Herbelles von den Nachbarorten Pihem im Norden, Inghem im Nordosten, Clarques im Osten, Thérouanne im Südosten, Delettes im Süden sowie Cléty im Westen.

## Bevölkerungsentwicklung
| Jahr                       | 1962 | 1968 | 1975 | 1982 | 1990 | 1999 | 2006 | 2013 |
| Einwohner                  | 261  | 277  | 257  | 288  | 335  | 458  | 481  | 526  |
| Quellen: Cassini und INSEE |      |      |      |      |      |      |      |      |

## Sehenswürdigkeiten
- Kirche Saint-Léger aus dem 17. Jahrhundert
- Bauernhäuser aus dem 17. Jahrhundert

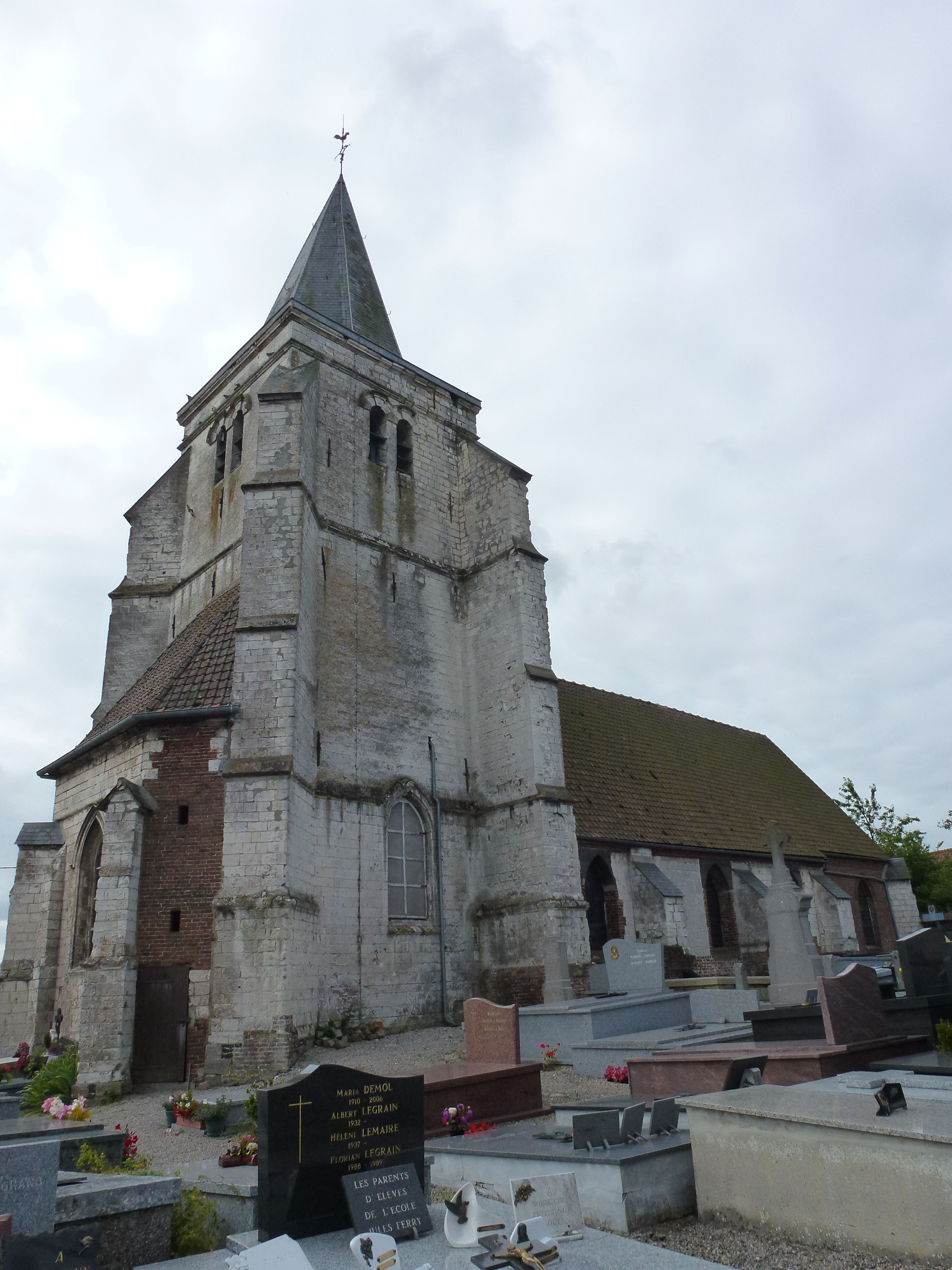
Kirche Saint-Léger
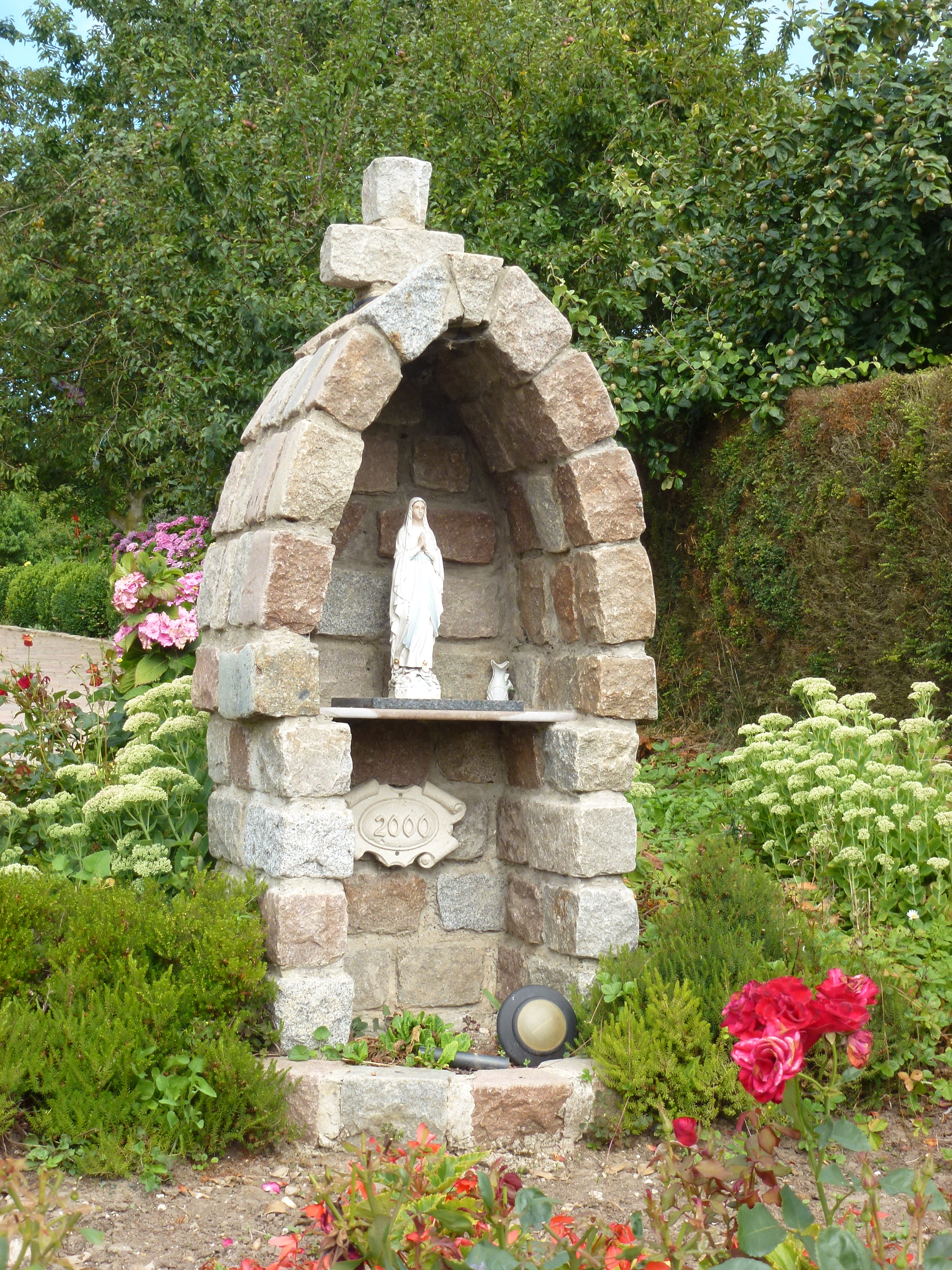
Oratorium Notre-Dame
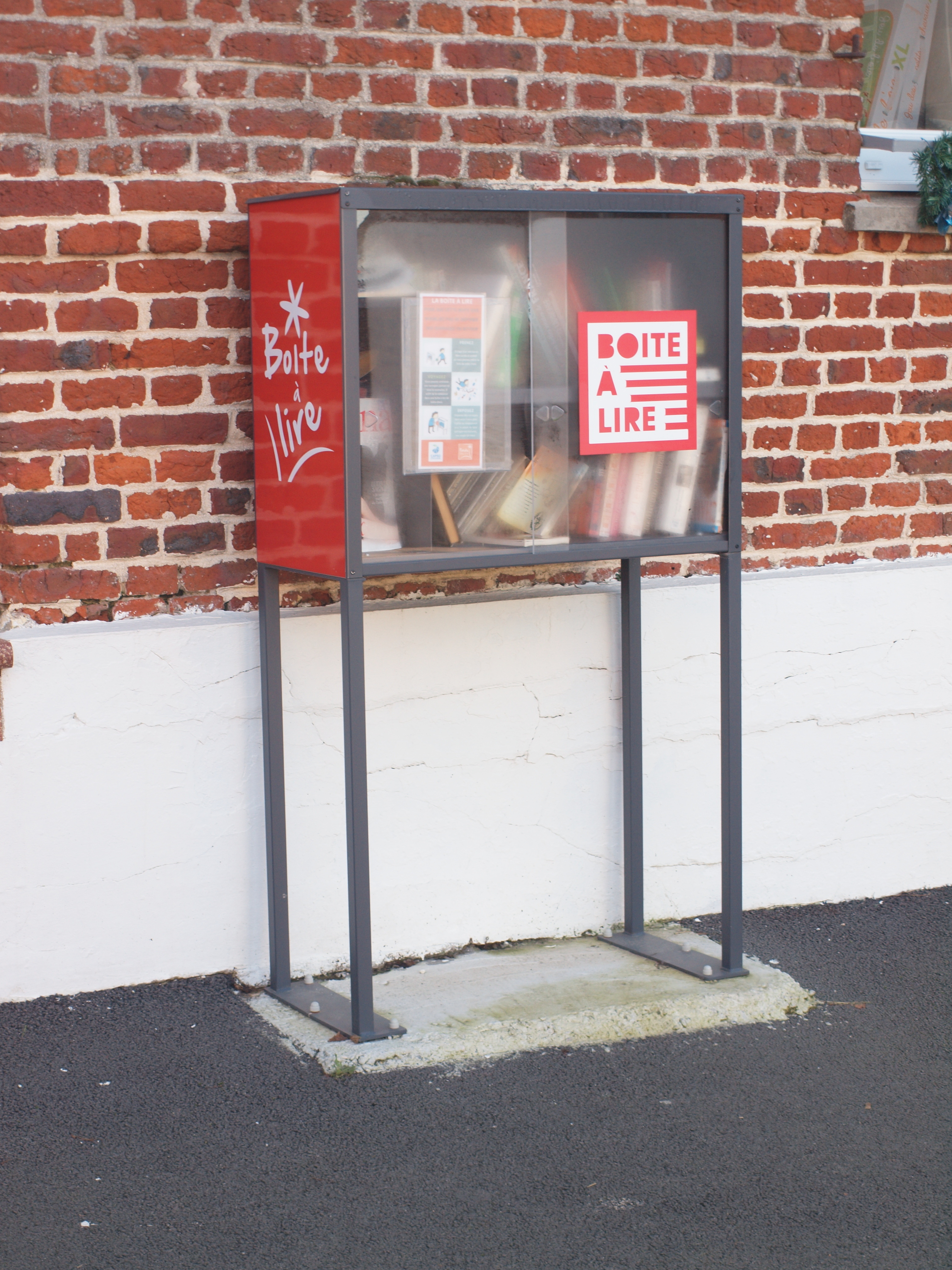
Öffentlicher Bücherschrank
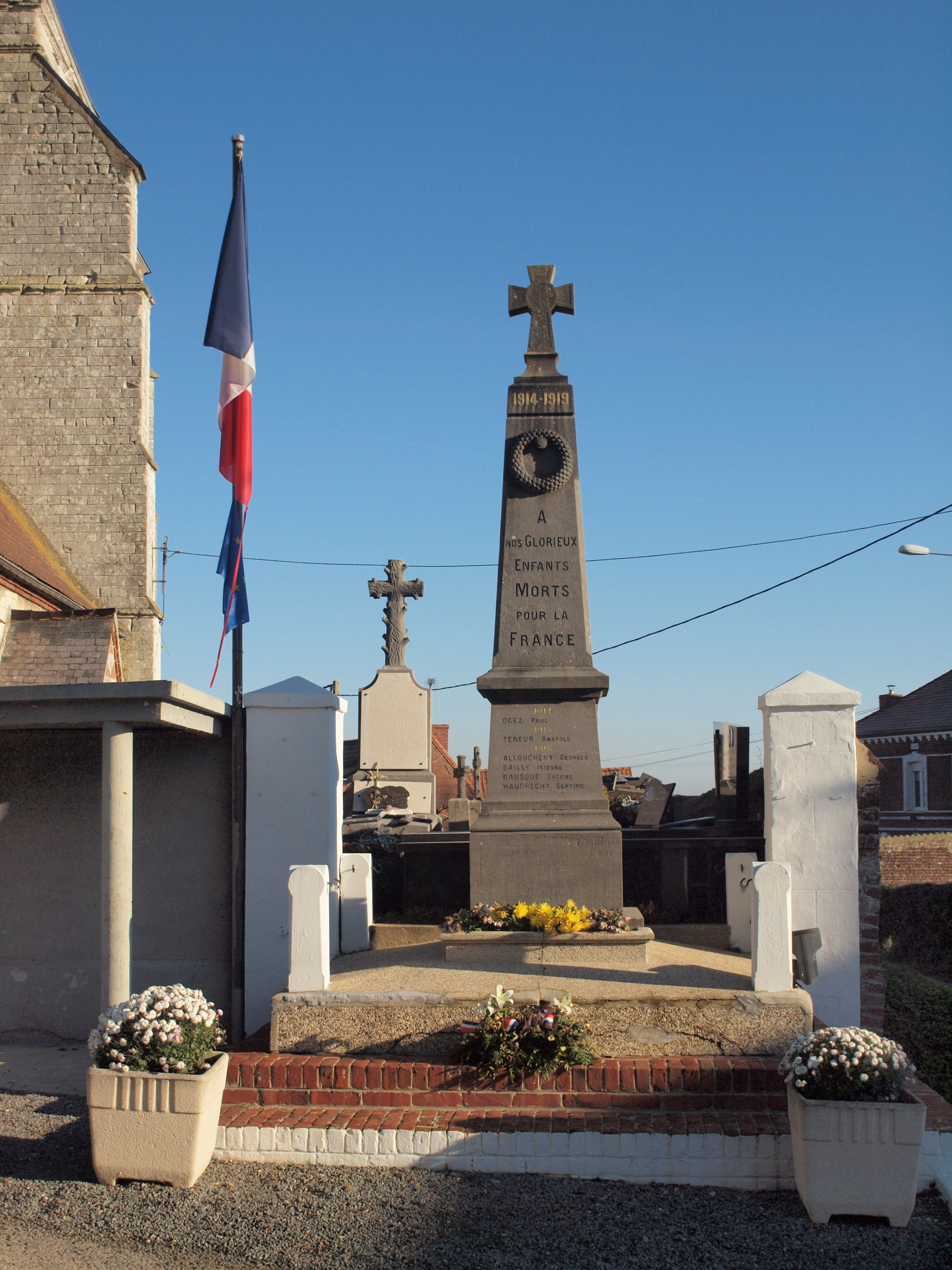
Gefallenendenkmal